# Єрмаковське
Єрмаковське (рос. Ермаковское) — село в Росії, у Красноярському краї, адміністративний центр Єрмаковського району. Населення — 8557 осіб (2010).

## Географія
Розташоване на півдні Красноярського краю за 74 км на південний схід від центру південного округу Красноярського краю — міста Мінусінська на маршруті автодороги федерального значення Р257 «Єнісей». Розташоване на річці Оя (притока Єнісею), за 103 км на південний схід з. ст. станції Абакан та за 75 км від Мінусінська.